# 神山守
神山 守（かみやま まもる、1961年<昭和36年>6月 - ）は、日本の地方公務員 (技術系公務員) 。東京都下水道局長を経て、東京都下水道サービス社長。

## 人物・経歴
早稲田大学理工学部土木工学科卒。1985年 (昭和60年) ４月東京都入庁、平成12年 (2000年) ４月建設省土木研究所、17年７月同局計画調整部副参事（緊急重点雨水対策事業担当）、18年７月同局建設部土木設計課長、19年６月同局施設管理部管路管理課長、20年７月同局計画調整部計画課長（統括課長）、22年７月同局担当部長（日本下水道事業団派遣・東日本設計センター長）、24年７月同局第一基幹施設再構築事務所長、25年７月同局技術開発担当部長、26年７月同局施設管理部長、27年７月同局計画調整部長、29年８月同局流域下水道本部長、30年４月同局技監。令和３年４月より下水道局長。「経営計画2021」に基づき近年浸水被害が発生した箇所など３地区を新たに「対策強化地区」「対策重点地区」に加え、施設整備を推進。下水道局による市町村への下水道指導事務を開始。
4年3月、奥山宏二を後任に下水道局長を退任。
同年6月、東京都下水道サービス社長に就任。